# Bruine tuiniervogel
De bruine tuiniervogel (Amblyornis inornata) is een zangvogel uit de familie Ptilonorhynchidae (prieelvogels).

## Verspreiding en leefgebied
Deze soort is endemisch in noordwestelijk Nieuw-Guinea.

## Status
De grootte van de populatie is niet gekwantificeerd maar de soort wordt omschreven als algemeen en wijdverspreid. Op de Rode lijst van de IUCN heeft deze soort de status niet bedreigd.